# Hudson (Ohio)
Hudson – miasto w Stanach Zjednoczonych, w północno-wschodniej części stanu Ohio. Liczba mieszkańców w 2005 roku wynosiła 23 084.

## Współpraca
- Landsberg am Lech, Niemcy